# Брассак (Арьеж)
Брасса́к (фр. Brassac, окс. Braçac) — коммуна во Франции, находится в регионе Окситания. Департамент коммуны — Арьеж. Входит в состав кантона Фуа-Рюраль. Округ коммуны — Фуа.
Код INSEE коммуны — 09066.

## Население
Население коммуны на 2008 год составляло 626 человек.
| 1962 | 1968 | 1975 | 1982 | 1990 | 1999 | 2008 |
| ---- | ---- | ---- | ---- | ---- | ---- | ---- |
| 388  | 408  | 339  | 530  | 555  | 584  | 626  |

## Экономика
В 2007 году среди 418 человек в трудоспособном возрасте (15—64 лет) 300 были экономически активными, 118 — неактивными (показатель активности — 71,8 %, в 1999 году было 72,8 %). Из 300 активных работали 271 человек (148 мужчин и 123 женщины), безработных было 29 (13 мужчин и 16 женщин). Среди 118 неактивных 30 человек были учениками или студентами, 60 — пенсионерами, 28 были неактивными по другим причинам.

## Достопримечательности
- Церковь Брассак
- Пик Ле-Пику
- Ущелье Легрийу